# Studenec
Studenec és un poble i municipi d'Eslovàquia. Es troba a la regió de Prešov, al nord del país. La primera referència escrita de la vila data del 1264. El 2022 tenia 500 habitants.

## Demografia
| Godina             | 1994 | 2004   | 2014   | 2024   |
| ------------------ | ---- | ------ | ------ | ------ |
| Nombre de persones | 457  | 499    | 492    | 540    |
| Diferència         |      | +9,19% | −1,40% | +9,75% |

| Godina             | 2023 | 2024   |
| ------------------ | ---- | ------ |
| Nombre de persones | 521  | 540    |
| Diferència         |      | +3,64% |